# Sokolí vrch (kulle)
Sokolí vrch är en kulle i Tjeckien. Den ligger i regionen Ústí nad Labem, i den norra delen av landet, 80 km norr om huvudstaden Prag. Toppen på Sokolí vrch är 506 meter över havet. Sokolí vrch ingår i Děčínská vrchovina. 